# Ngompen
Ngompen est une commune du Cameroun située dans la région du Littoral et le département de la Sanaga-Maritime.

## Population

### Chefferies traditionnelles
La commune connait quelques litiges de succession à la chefferie.

### Personnalités liées à Ngompen
- Louis Yinda[3]